# Bundesauswahl Konzerte Junger Künstler
Die Konzertförderung Deutscher Musikwettbewerb, gegründet im Jahr 1957 und viele Jahre unter dem Namen Bundesauswahl Konzerte Junger Künstler*innen (BAKJK) firmierend, ist das älteste Förderprojekt des Deutschen Musikrats (DMR). Sie vermittelt den Preisträgern und Stipendiaten des Deutschen Musikwettbewerbs im Laufe einer Konzertsaison bundesweit Kammerkonzerte, insgesamt etwa 240 pro Saison. Die Förderung beinhaltet darüber hinaus individuelle Beratung sowie Workshops, die die Musiker in ihrer beruflichen und persönlichen Entwicklung unterstützen. Vielen ist die Teilnahme an der Konzertförderung eine entscheidende Hilfe auf dem Weg aus dem Studium in das freie Berufsleben und hin zu einer internationalen Karriere. 
Die Konzertförderung Deutscher Musikwettbewerb wird von der Kulturstiftung der Länder und der Gesellschaft zur Verwertung von Leistungsschutzrechten (GVL) finanziert.
Vorläufer der Konzertförderung Deutscher Musikwettbewerb, bzw. der Bundesauswahl Konzerte Junger Künstler, waren die 1949 gegründeten „Konzerte Junger Künstler Hannover“. Im Rahmen dieser Konzertreihe finden weiterhin jährlich sechs Konzerte im Landesfunkhaus Niedersachsen des NDR in Hannover statt.